# 富士丸翔
富士丸 翔（ふじまる しょう、1966年2月24日 - ）は、日本の音楽プロデューサー、ゲームプロデューサー、イベンター、実業家。株式会社VIVIDの代表取締役。埼玉県戸田市出身。本名、志倉富士丸。父はミュージカルぼーいずのリーダーである志村としお。弟は株式会社MAGES.代表取締役会長の志倉千代丸。

## 概要
2005年に株式会社サイトロン・デジタルコンテンツの志倉千代丸を中心に、株式会社5pb.を設立（その後、2011年に株式会社MAGES.へ社名変更となる）。音楽プロデューサー、ゲームプロデューサーとして数多くの作品を手掛けながらamuletoの事業部長を兼務していたが、2017年株式会社VIVID設立のため辞職。現在、株式会社MAGES.とは業務委託の社員。
プロデュースするアーティストの衣装やダンスの振り付けなども自身が担当する。伊集院翔の名義で声優として色々な作品に出演。ミュージシャン仲間とバンドを組みRiZNCÉのボーカルとしても活動中。

## 担当アーティスト
- KAORI.
- fripSide
- nao
- 野川さくら
- Asriel
- KENN
- Kicco
- marina
- 亜咲花

## 作品

### ゲーム
- Memories Offシリーズ
- Myself ; Yourself
- CROSS†CHANNEL
- タユタマ -Kiss on my Deity-
- 11eyes -罪と罰と贖いの少女-
- ネプテューヌシリーズ
- スカーレッドライダーゼクス
- マチガイブレイカー
- Tlicolity Eyes
- 片恋いコントラスト
- 蛇香のライラ

### アニメ
- Myself ; Yourself
- アラド戦記〜スラップアップパーティー〜
- モノクローム・ファクター
- タユタマ -Kiss on my Deity-
- 11eyes -罪と罰と贖いの少女-
- 超次元ゲイム ネプテューヌ THE ANIMATION
- スカーレッドライダーゼクス

### 参加CD
- 全国デコトラ祭り 〜よさこい爆走音盤〜
- TVアニメ「ケンコー全裸系水泳部 ウミショー」サウンドトラック
- TAP TRAP LOVE（RiZNCÉ）
- 喧嘩番長 乙女 Themesong & Soundtrack（RiZNCÉ）